# Hallam (Pennsylvanie)
Pour les articles homonymes, voir Hallam.
Hallam est un borough situé à l'est de la partie centrale du comté de York, en Pennsylvanie, aux États-Unis,. En 2010, il comptait une population de 2 673 habitants, estimée au 1er juillet 2020 à 2 631 habitants.Le borough est fondé en 1770 et incorporé le 25 mai 1908.

## Démographie
Lors du recensement de 2010, le borough comptait une population de 2 673 habitants. Elle est estimée, en 2020, à 2 631 habitants.